# Cot Kumbang (Kuala)
Cot Kumbang is een bestuurslaag in het regentschap Nagan Raya van de provincie Atjeh, Indonesië. Cot Kumbang telt 659 inwoners (volkstelling 2010).